# Научно-исследовательский электромеханический институт
ОАО «Научно-исследовательский электромеханический институт» —  советский и российский разработчик средств ПВО, таких как (ЗРК «Тор», «Круг», «Оса», ЗРС С-300В) и других.

## Историческая справка
Институт основан в феврале 1942 года в Москве на основании Постановления Государственного комитета обороны СССР от 10 февраля 1942 года № 1255 Приказом Наркома электропромышленности СССР от 15 февраля 1942 года № 40. Первоначально представлял собой завод с конструкторским бюро (Завод 465), целью которого была разработка и производство систем наведения огня, что было успешно реализовано в виде СОН-2.
В 1945 году КБ при заводе получило наименование ЦКБ-20, а Завод 465 был придан КБ, как опытная производственная база. С 1946 года ЦКБ-20 переименовано в НИИ-20. Первым исполняющим обязанности директора завода, а затем и руководителем ЦКБ был назначен М. Л. Слиозберг. В послевоенные годы НИИ-20 и завод № 465 занимались преимущественно разработкой радиолокационных систем.
В 1950 году НИИ-20 и Завод 465 переводятся из Москвы в город Кунцево Московской области, а его научно-производственная база передаётся КБ-1 (позже известное ЦКБ «Алмаз»). В это время НИИ-20 находится в непосредственном подчинении наркома вооружений Устинова Д. Ф. В дальнейшем в НИИ-20 развивались разработки зенитно-ракетных комплексов «Круг», «Оса» и др.
В 1960 году НИИ-20 и Завод 465 вновь оказались в Москве вместе с городом Кунцево, который вошёл в новую городскую черту столицы вместе с частью Кунцевского района Московской области. А с 1966 года НИИ-20 переименовывается в НИЭМИ. В последующие годы коллектив НИЭМИ занимался разработками как зенитно-ракетных комплексов («Тор»), так и зенитно-ракетных систем («С-300В»).
В 1968 году научные разработки НИЭМИ возглавил В. П. Ефремов. С 1969 года он  — гл. конструктор ЗРС С-300В, с 1969 года по 1983 год — директор — гл. конструктор НИЭМИ, с 1975 года — гл. конструктор ЗРК «Тор», с 1984 года по 1991 год — ген. конструктор НИЭМИ, ген. конструктор НПО «Антей», с 1988 года — гл. конструктор ЗРС «Антей-2500», с 1991 года по 1992 год — ген. конструктор НПО «Антей» — ген. конструктор НИЭМИ.
В 1983 году, с целью интеграции науки и производства и создания технологически связанного научно-производственного комплекса, на базе НИЭМИ было образовано Научно-производственное объединение «Антей», которое в 1994 году преобразовано в АООТ «Промышленный концерн „Антей“», а в 2002 году на базе ПК «Антей» и ЦКБ «Алмаз» создано ОАО Концерн ПВО «Алмаз-Антей», объединяющий десятки смежных НИИ и промышленных предприятий ВПК России. С 30 ноября 2009 года начат процесс реорганизации путём присоединения ОАО «НИЭМИ» к ГСКБ «Алмаз-Антей».
НИЭМИ на протяжении всей своей истории являлся «кузницей кадров» научно-технических работников в оборонной промышленности. Ещё в 1945 году при Заводе 465 был открыт филиал Военно-механического техникума, затем в 1963 году в НИИ-20 — филиал МВТУ им. Баумана, а с 1985 года — кафедра МИРЭА. При институте действует аспирантура с очной/заочной формой обучения, а также специализированный совет по защите докторских и кандидатских диссертаций. За многие годы в институте выросли десятки докторов наук, лауреатов Сталинских, Ленинских и Государственных премий.

## Государственные награды
- Орден Трудового Красного Знамени (1966 год)
- Орден Ленина (1985 год)